# Roussac
 Roussac  (en occitano Rossac) es una población y comuna francesa, situada en la región de Lemosín, departamento de Alto Vienne, en el distrito de Bellac y cantón de Nantiat.

## Demografía
| 651 | 609 | 501 | 433 | 394 | 408 | 463 |
| Para los censos de 1962 a 1999 la población legal corresponde a la población sin duplicidades (Fuente: INSEE [Consultar]) |     |     |     |     |     |     |